# Раковецька сільська рада (Збаразький район)
Ракове́цька сільська́ ра́да — адміністративно-територіальна одиниця та орган місцевого самоврядування у Збаразькому районі Тернопільської області. Адміністративний центр — село Раковець.

## Загальні відомості
Раковецька сільська рада утворена в 1940 році.
- Територія ради: 25,71 км²
- Населення ради: 845 осіб (станом на 2001 рік)

## Населені пункти
Сільській раді підпорядковані населені пункти:
- с. Раковець
- с. Зашляхом

## Склад ради
Рада складається з 14 депутатів та голови.
- Голова ради: Ясінська Тетяна Андріївна

### Керівний склад попередніх скликань
| Прізвище, ім'я, по батькові | Основні відомості                                                 | Дата обрання | Дата звільнення |
| --------------------------- | ----------------------------------------------------------------- | ------------ | --------------- |
| Панасюк Євдокія Григорівна  | Сільський голова, 1956 року народження, позапартійна              | 26.03.2006   | 31.10.2010      |
| Ясінська Тетяна Андріївна   | Сільський голова, 1963 року народження, освіта вища, позапартійна | 31.10.2010   |                 |

Примітка: таблиця складена за даними сайту Верховної Ради України

### Депутати
За результатами місцевих виборів 2010 року депутатами ради стали:

#### За суб'єктами висування
| Суб'єкт висування | Кількість обраних депутатів | %   |
| ----------------- | --------------------------- | --- |
| Самовисування     | 14                          | 100 |

#### За округами
| № округу | Прізвище, ім'я, по батькові    | Дата визнання обраним | Освіта             | Партійна приналежність | Відомості про обраного депутата      |
| -------- | ------------------------------ | --------------------- | ------------------ | ---------------------- | ------------------------------------ |
| 1        | Ніколюк Петро Іванович         | 02.11.2010            | вища               | позапартійний          | Бібліотека, бібліотекар              |
| 2        | Мандибура Євгенія Степанівна   | 02.11.2010            | середня            | позапартійна           | «Тернопіль молоко», лаборант         |
| 3        | Харчук Микола Васильович       | 02.11.2010            | середня            | позапартійний          | тимчасово не працює                  |
| 4        | Складнюк Сергій Федорович      | 02.11.2010            | середня            | позапартійний          | тимчасово не працює                  |
| 5        | Складанюк Ніна Андріївна       | 02.11.2010            | середня            | позапартійна           | загальноосвітня школа, прибиральниця |
| 6        | Олещук Василь Терентійович     | 02.11.2010            | середня            | позапартійний          | тимчасово не працює                  |
| 7        | Мандибура Галина Вікторівна    | 02.11.2010            | середня            | позапартійна           | тимчасово не працює                  |
| 8        | Катушин Юрій Дмитрович         | 02.11.2010            | вища               | позапартійний          | приватний підприємець                |
| 9        | Шмигач Віктор Петрович         | 02.11.2010            | середня            | позапартійний          | тимчасово не працює                  |
| 10       | Панасик Євдокія Григорівна     | 02.01.2011            | середня спеціальна | позапартійна           | тимчасово не працює                  |
| 11       | Сукач Марія Василівна          | 02.11.2010            | середня            | позапартійна           | тимчасово не працює                  |
| 12       | Лексенкова Марія Ростиславівна | 02.11.2010            | середня            | позапартійна           | тимчасово не працює                  |
| 13       | Буднік Раїса Ярославівна       | 02.11.2010            | середня            | позапартійна           | тимчасово не працює                  |
| 14       | Босюк Ольга Степанівна         | 02.11.2010            | середня            | позапартійна           | тимчасово не працює                  |

## джерела
- Раковецька сільська рада // Облікова картка на офіційному вебсайті Верховної Ради України.